# ORP Dziwnów
ORP „Dziwnów” – okręt polskiej Marynarki Wojennej, kuter rakietowy radzieckiego projektu 205 (według nomenklatury NATO: typ Osa I).

## Historia
Został zbudowany w Stoczni Rzecznej w Rybińsku na terenie byłego Związku Socjalistycznych Republik Radzieckich. Był dwunastym z trzynastu okrętów tego typu w Polsce. Do służby wszedł 24 stycznia 1975 roku. Znajdował się kolejno w składzie 1 dywizjonu Kutrów Rakietowo-Torpedowych, 1 dywizjonu Okrętów Rakietowych i 31 dywizjonu Okrętów Rakietowych w 3 Flotylli Okrętów w Gdyni. W czerwcu 1975 roku okręt wziął udział w ćwiczeniach o kryptonimie Posejdon-75. W dniach 4–26 maja 1983 roku okręt wziął udział w wielkich ćwiczeniach sił Marynarki Wojennej o kryptonimie Reda-83. Został skreślony z listy floty 17 czerwca 2004 roku. Miał numer burtowy 432, a imię nosił od miasta Dziwnowa.
5 listopada 2001 został lekko uszkodzony w porcie w Gdyni przez ORP Kontradmirał Xawery Czernicki, który rozdarł mu burtę.
Został wycofany ze służby 17 czerwca 2004 roku.
Dowódcy:
- por. mar. Krzysztof Serafinowicz (1992-1995)
- kpt. mar. Grzegorz Aleksandrowicz (1995-2002)
- por. mar. Dariusz Królak (2002-2004)

## Dane taktyczno-techniczne
- Wyporność standardowa: 171 t
- Długość: 38,5 m
- Szerokość: 7,6 m
- Prędkość maksymalna: 40 w
- Zasięg: 800 Mm
- Autonomiczność: 5 dób
- Załoga: 30 osób

## Uzbrojenie
- 4x1 wyrzutnie przeciwokrętowych kierowanych pocisków rakietowych P-15 Termit (według nomenklatury NATO: SS-N-2A Styx)
- 1x4 wyrzutnia przeciwlotniczych kierowanych pocisków rakietowych Strzała-2M (według nomenklatury NATO: SA-N-5 Grail)
- 2x2 armaty morskie kalibru 30 mm AK-230